# John Oxenford

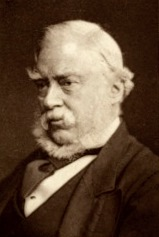
John Oxenford

John Oxenford (* 12. August 1812 in Camberwell, London Borough of Southwark; † 21. Februar 1877 ebenda) war ein englischer Dramatiker, Kritiker, Librettist und Übersetzer.

## Leben und Werk
John Oxenford war Sprachwissenschaftler, der viele Übersetzungen aus dem Deutschen, besonders von Werken Johann Wolfgang von Goethes, durchführte, darunter Aus meinem Leben. Dichtung und Wahrheit (übersetzt 1846), sowie Johann Peter Eckermanns Gespräche mit Goethe in den letzten Jahren seines Lebens (übersetzt 1850).
Sein erstes Bühnenwerk war My Fellow Clerk, das 1835 im Lyceum Theatre aufgeführt wurde. Weitere bekannte Werke waren Porter's Knot (1858), Twice Killed (1835) und eine Version von Last Days of Pompeii (1872). Ab 1850 war er in der bekannten Londoner Zeitschrift The Times als Theaterkritiker beschäftigt. Auch einige Opernlibretti stammen von ihm, darunter allein acht Werke für George Alexander Macfarren (unter anderem Robin Hood, 1860).
Das Werk von Arthur Schopenhauer wurde durch Oxenfords Übersetzungen in England bekannt. Über den Umweg einer kritischen, anonym verfassten Auseinandersetzung über diesen Philosophen im Westminster Review (1853), die in der Vossischen Zeitung in deutscher Übersetzung erschien, weckte er das rasch steigende Interesse an dessen Werken auch in Deutschland. Oxenford stellte in dieser Abhandlung Schopenhauer als Gegenpart zu Georg Wilhelm Friedrich Hegel dar. Auch Richard Wagners Werk wurde durch ihn in England populär.
Sein mehrmals umgearbeiteter und ausgebauter Einakter A Day Well Spent (1834/35), erstmals im New English Opera House am 4. April 1834 aufgeführt, war die Vorlage für Thornton Wilders The Matchmaker (1954). Wilders Stück wurde zur Grundlage für das Musical Hello, Dolly! (1964) und die gleichnamige Verfilmung (1969).
Der österreichische Theaterdichter Johann Nestroy benutzte Oxenfords A Day Well Spent als Quelle für seine Posse Einen Jux will er sich machen (Uraufführung 10. März 1842 im Theater an der Wien).